# Парламентские выборы в Великобритании (октябрь 1974)
Парламентские выборы в Великобритании октября 1974 года — демократические выборы, прошедшие 10 октября 1974 года. Были организованы досрочно, поскольку на предыдущих выборах ни одна партия не сумела сформировать правительство, которое бы пользовалось устойчивым большинством в Палате общин. На выборах лейбористы под руководством Гарольда Вильсона получили 50,24 % мест в Палате общин и с отрывом от возглавляемых Эдвардом Хитом консерваторов в 42 места.
Октябрьские выборы, как и февральские, проходили в сложной экономической обстановке и характеризовались активностью протестного электората. Одна из наиболее известных партий, за которую голосовал протестный электорат — Британский национальный фронт — получила 113 843 голосов. Шотландская национальная партия умело воспользовалась ростом национализма в Шотландии. Грамотно использовала настроения в обществе и в ходе предвыборной гонки использовала лозунг «Это шотландская нефть». ШНП собрала рекордные для себя 839 617 голосов и сумела провести 11 депутатов в Палату общин.

## Результаты выборов
| Партия                              | Лидер           | Голосов    | %    | Мест | Δ мест |
| ----------------------------------- | --------------- | ---------- | ---- | ---- | ------ |
| Лейбористы                          | Гарольд Вильсон | 11 457 079 | 39,2 | 319  | ▲ 18   |
| Консерваторы                        | Эдвард Хит      | 10 462 565 | 35,8 | 277  | ▼ 20   |
| Либералы                            | Джереми Торп    | 5 346 704  | 18,3 | 13   | ▼ 1    |
| ШНП                                 |                 | 839 617    | 2,9  | 11   | ▲ 4    |
| Ольстерская юнионистская партия     |                 | 256 065    | 0,9  | 6    | ▼ 1    |
| Партия Уэльса                       |                 | 166 321    | 0,6  | 3    | ▲ 1    |
| СДЛП                                |                 | 154 193    | 0,6  | 1    | 0      |
| Национальный фронт                  |                 | 113 843    | 0,4  | 0    | 0      |
| Авангард                            |                 | 92 262     | 0,3  | 3    | 0      |
| Демократическая юнионистская партия |                 | 59 451     | 0,3  | 1    | 0      |
| Независимые республиканцы           |                 | 21 633     | 0,1  | 1    | ▲ 1    |
| Коммунисты                          |                 | 17 426     | 0,1  | 0    | 0      |
| Демократические лейбористы          |                 | 13 714     | 0,1  | 0    | ▼ 1    |